# نيويورك ماريوت ماركيز
نيويورك ماريوت ماركيز (بالإنجليزية: New York Marriott Marquis)‏ هو فندق تابع لماريوت الدولية افتتح في عام 1985،صممه المهندس المعماري جون بورتمان.يقع الفندق في تايمز سكوير في شارع 45.